# Henri de Dion
Earl Henri de Dion (Montfort-l'Amaury, 23. prosinca 1828. — Pariz, 13. travnja 1878.), bio je francuski inženjer. 
Studirao je na École Centrale Paris specijalizirajući metalne konstrukcije, poput onih koje je spremao za treću Svjetsku izložbu u Parizu 1878. godine, ali je preminuo prije otvaranja izložbe. 
Bio je ravnatelj Conservatoire des Arts et Metiers i profesor statike na École Centrale d´Architecture. Gustave Eiffel je bio jedan od njegovih učenika.
Pomogao je pri izgradnji Eiffelovog toranja.  Njegovo ime nalazi se na popisu 72 znanstvenika ugraviranih na Eifellovom tornju.